# MG 6
MG 6 – samochód osobowy klasy kompaktowej produkowany pod brytyjsko-chińską marką MG od 2009 roku. Od 2016 roku produkowana jest druga generacja modelu.

## Pierwsza generacja

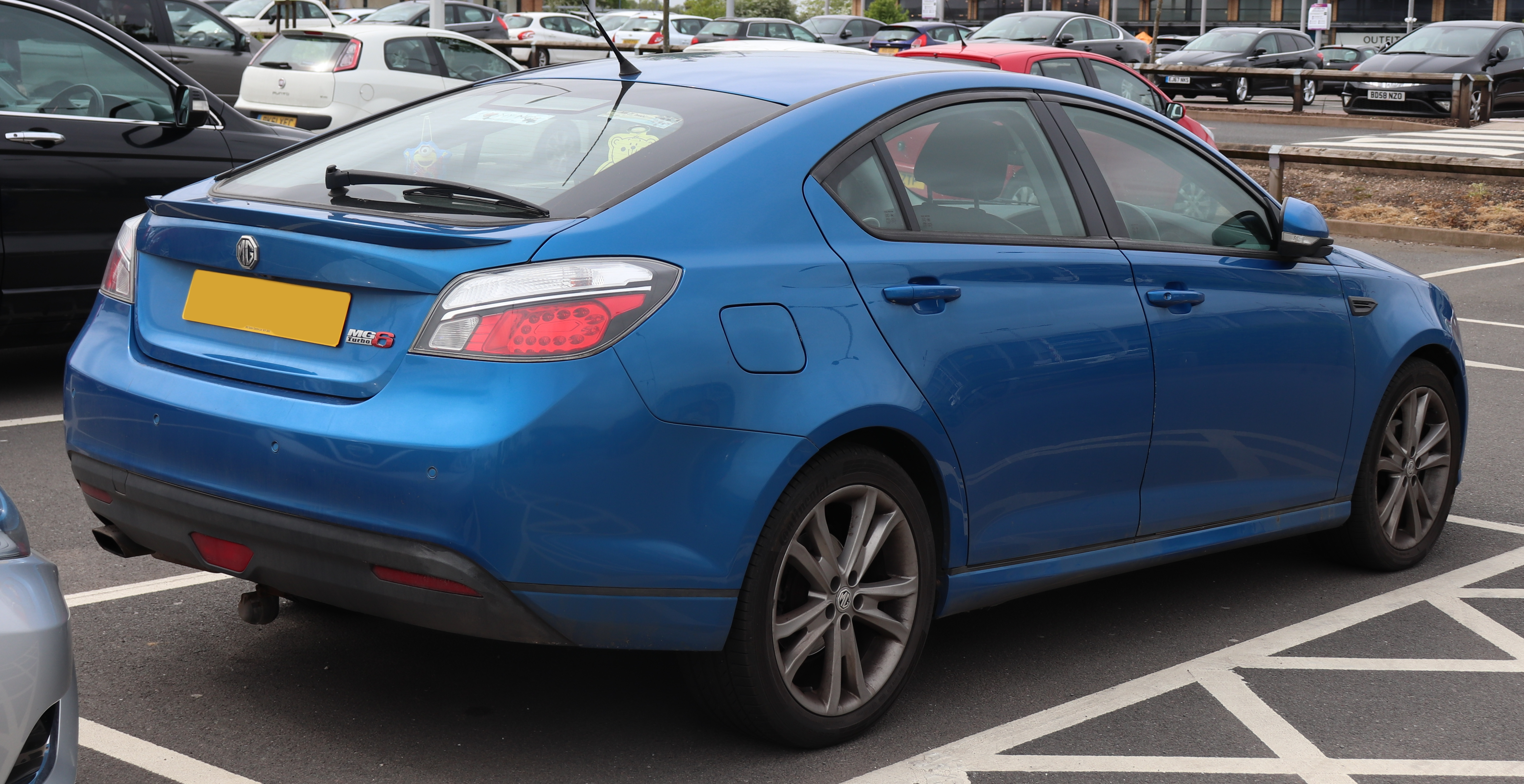
MG 6 I - tył

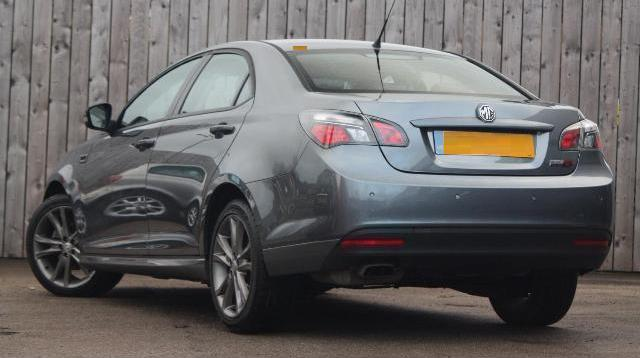
MG 6 I Magnette

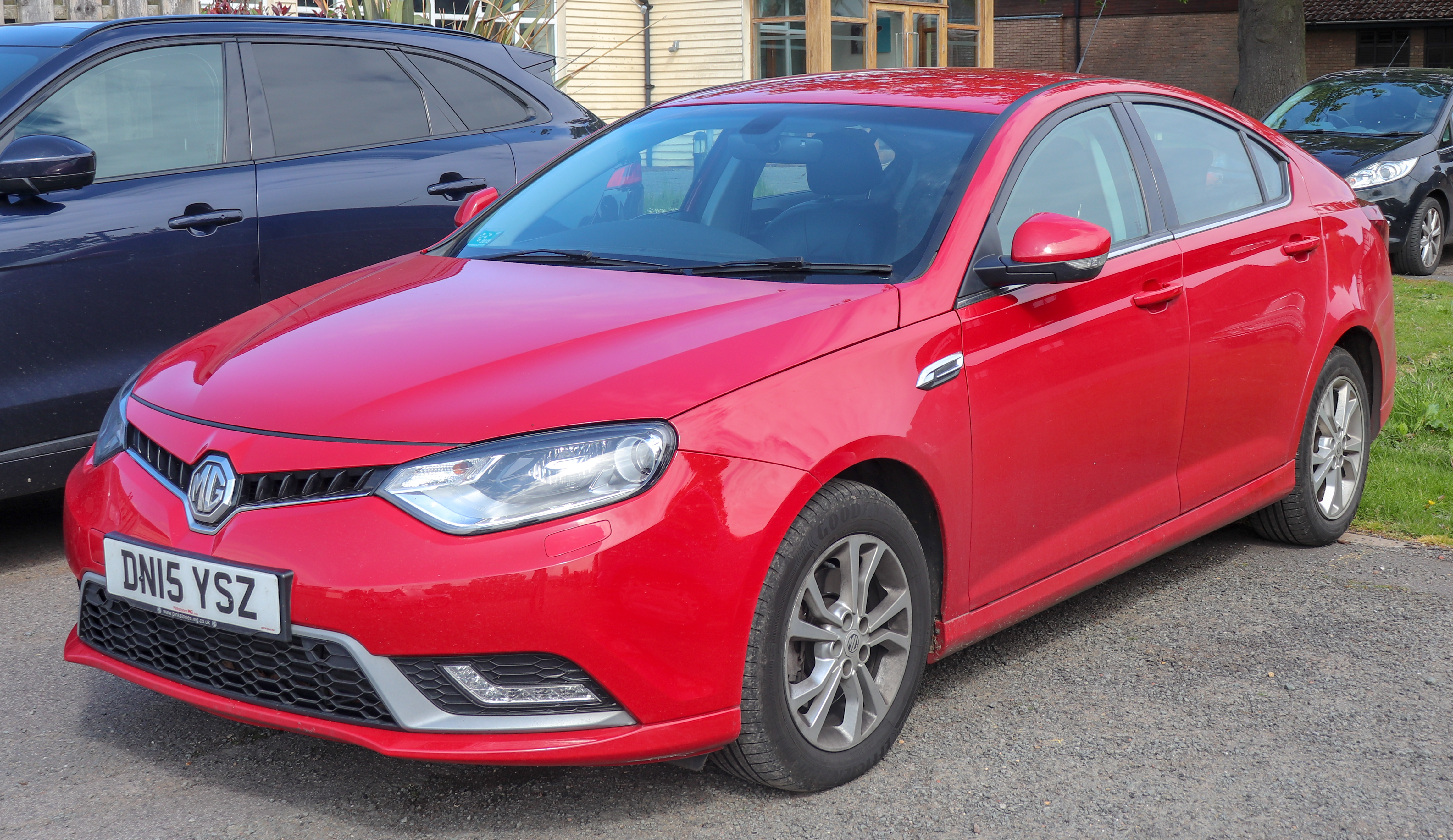
MG 6 I po liftingu

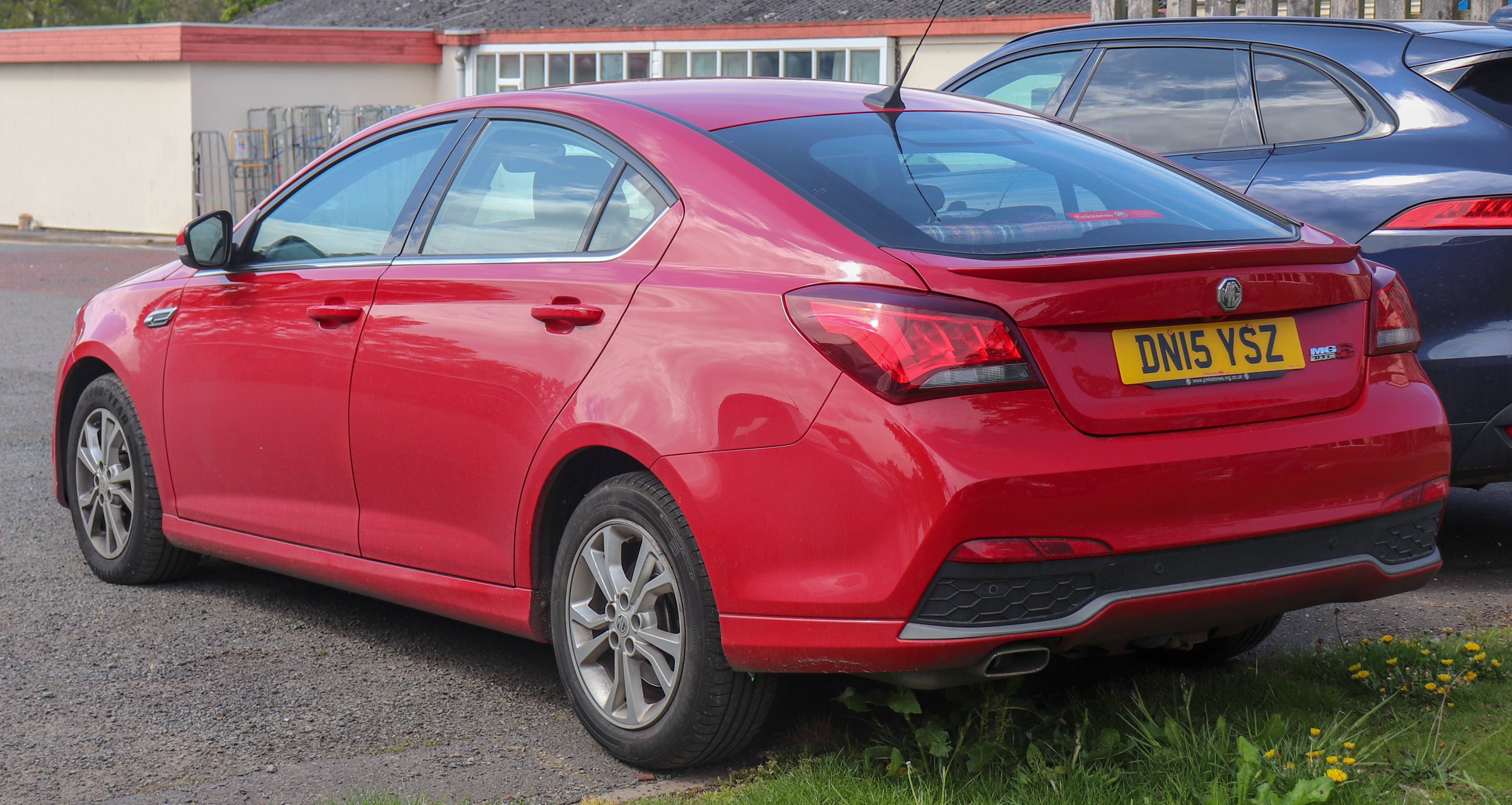
MG 6 I - tył po liftingu

MG 6 I został zaprezentowany po raz pierwszy w 2009 roku.
Kompaktowy liftback 6 powstał jako pierwsza nowa konstrukcja po reaktywowaniu upadłego brytyjskiego przedsiębiorstwa MG w 2006 roku przez chiński koncern SAIC, będąc pierwszym nowym samochodem zbudowanym dla marki MG od czasu modelu MG F z 1995 roku. 
MG 6 pierwszej generacji zbudowane zostało w ścisłej współpracy z bratnią marką Roewe jako bliźniaczy wariant wobec sedana 550, odróżniając się od niego bardziej sportową stylizacją z agresywniej ukształtowanymi reflektorami i charakterystyczną, wąską atrapą chłodnicy z centralnie umieszczonym logo firmowym MG.
Za stylistykę pojazdu odpowiadał brytyjski projektant Anthony Williams-Kenny, z kolei za proces konstrukcyjny odpowiadało całkowicie brytyjskie biuro projektowe SAIC UK zlokalizowane w centrum badawczo-rozwojowym w Longbridge, chcąc tym samym lepiej dostosować MG 6 do preferencji europejskich nabywców.
Gamę jednostek napędowych MG 6 pierwszej generacji utworzyły dwa czterocylindrowe, silniki benzynowe o pojemności 1,8-litra. Pierwszy rozwinął moc 133 KM, z kolei mocniejszy dzięki turbodołądowaniu osiągnął 160 KM.

### 6 Magnette
W 2011 roku specjalnie z myślą o rynku brytyjskim MG zbudowało 4-drzwiową odmianę sedan o nazwie MG 6 Magnette, która uzupełniła gamę składającą się dotychczas z 5-drzwiowego liftbacka. Samochód odtworzył kształt nadwozia bliźniaczego Roewe 550.

### Lifting
We wrześniu 2014 roku MG 6 pierwszej generacji przeszedł obszerną restylizację nadwozia, która upodobniła go do mniejszych modeli 5 oraz GT. Wprowadzono przeprojektowane reflektory, szerszą atrapę chłodnicy i przemodelowany zderzak z wbudowanymi diodami LED do jazdy dziennej. Przeprojektowane zostały także lampy tylne, gdzie pojawiły się wcięcia, a także przestylizowano zderzak.

### Sprzedaż
MG 6 pierwszej generacji w pierwszej kolejności trafiło do sprzedaży na wewnętrznym rynku chińskim tuż po premierze, w styczniu 2010 roku, a w kwietniu tego samego roku rozpoczęto eksport do pierwszego zagranicznego rynku zbytu - Chile. Rok później, rozpoczęła się zarówno sprzedaż, jak i produkcja w zakładach w Longbridge z myślą o rynku Wielkiej Brytanii.
W ostatniej kolejności, MG 6 pierwszej generacji już po modernizacji zadebiutowało na rynku Tajlandii w lipcu 2015 roku, trafiając tam do sprzedaży zarówno jako liftback, jak i sedan. W ostatnim roku produkcji, MG wdrożyło pojazd jeszcze do sprzedaży do Australii i Nowej Zelandii przy okazji powrotu do obecności na Antypodach w październiku 2016 roku.

### Silniki
- R4 1.8 DVVT 133 KM
- R4 1.8 Turbo 160 KM
- R4 1.9 DTi-Tech 150 KM

## Druga generacja

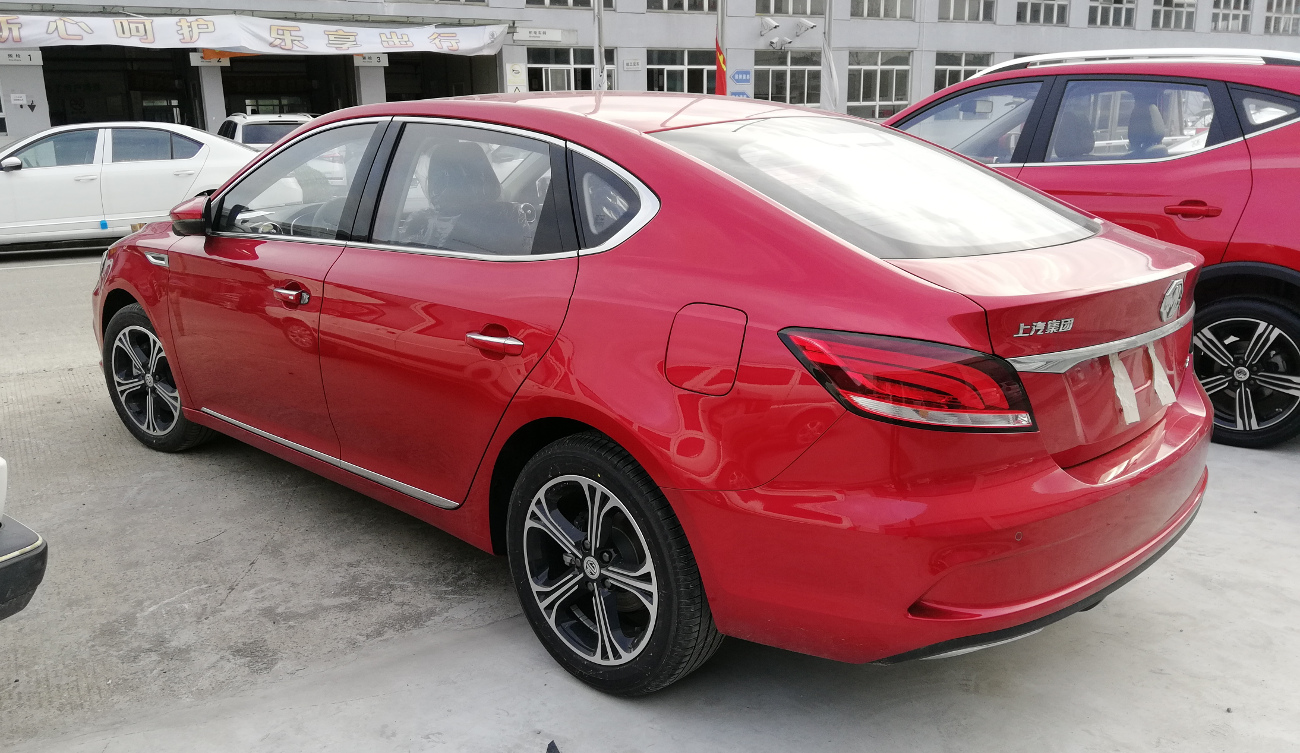
MG 6 II - tył

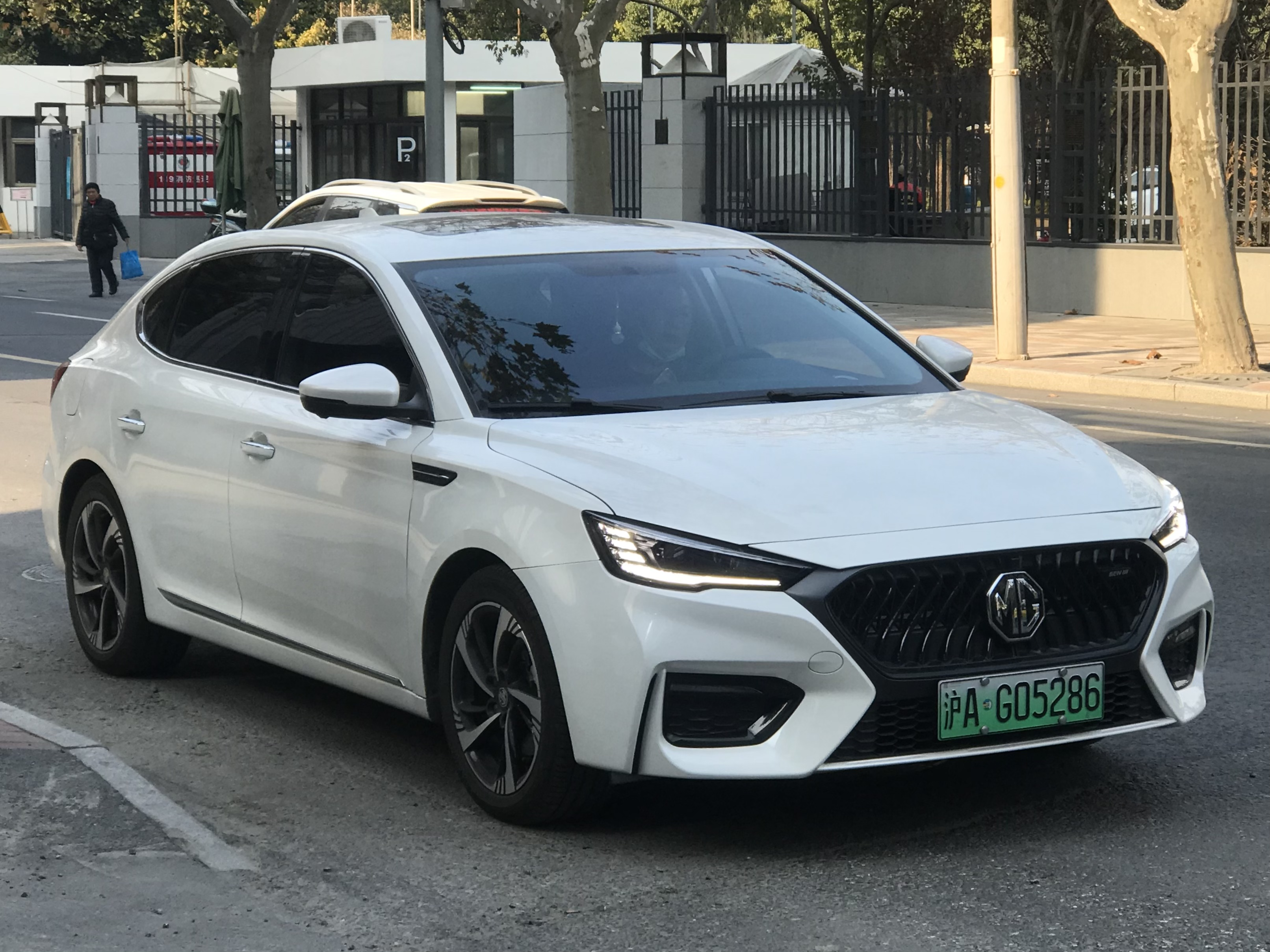
MG 6 II po liftingu

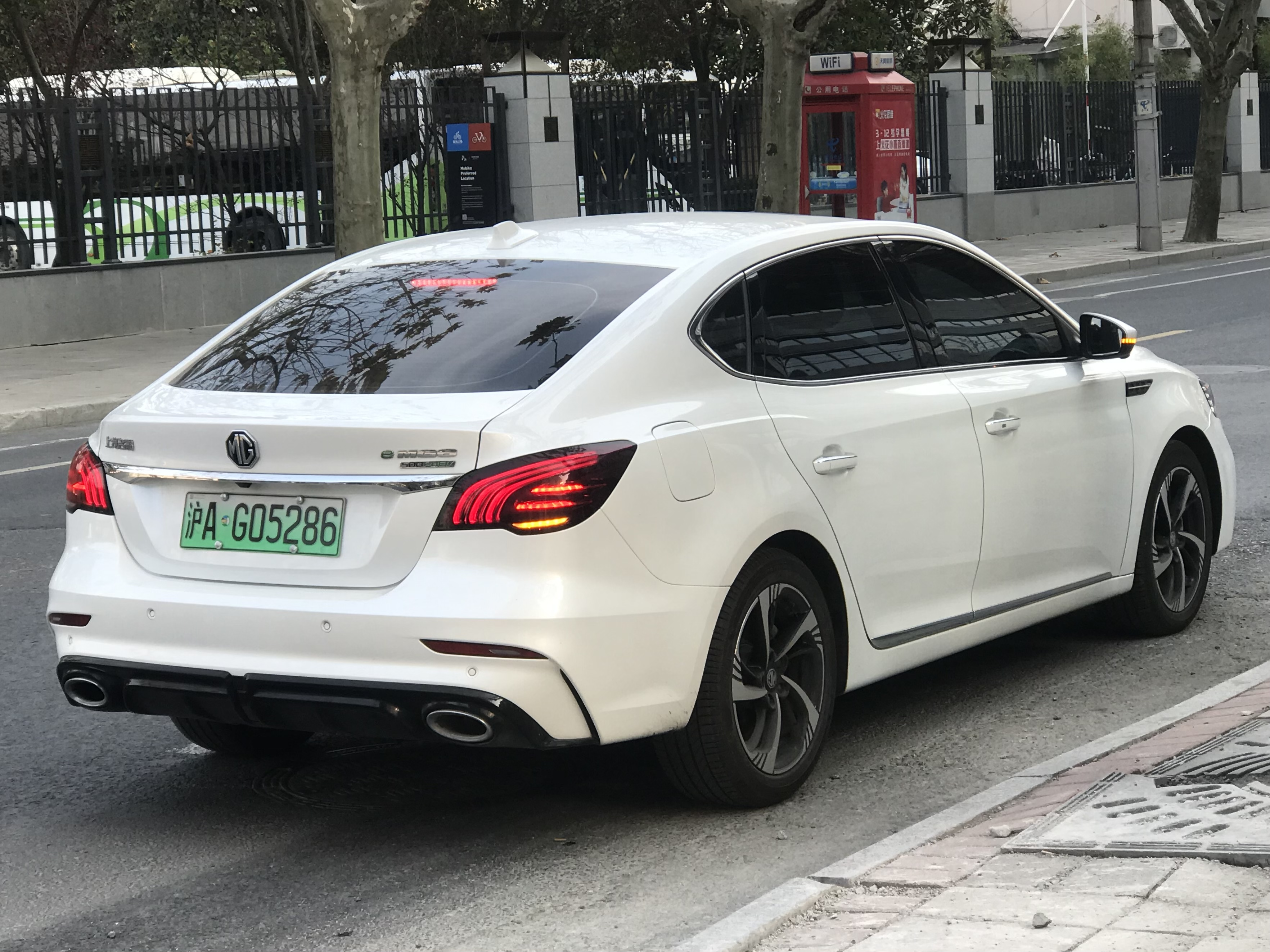
MG 6 II - tył po liftingu

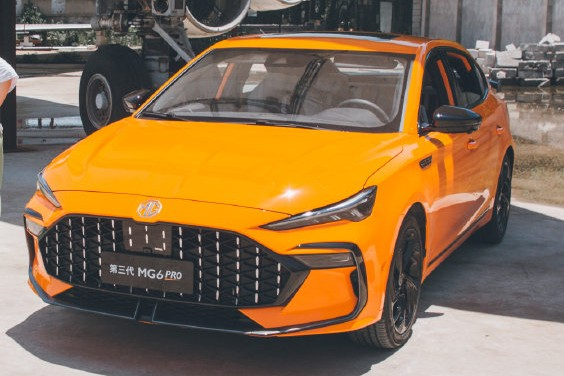
MG 6 Pro

MG 6 II został zaprezentowany po raz pierwszy w 2017 roku.
Druga generacja MG 6 zbudowana została już jako samodzielna, chińska konstrukcja skoncentrowana na rynku Chin i państw rozwijających się, opierając się o platformie pokrewnego modelu Roewe i6. Samochód utrzymano w nowym języku stylistycznym MG, który wyróżniła duża sześciokątna atrapa chłodnicy z chromowaną obwódką i centralnie umieszczonym logo, a także agresywnie stylizowane reflektory płynnie połączone z wlotem powietrza.
MG 6 II zyskał w stosunku do poprzednika bardziej płynną linię nadwozia, z wyraźnie zaznaczoną podłużną maską, a także łagodnie opadającą linię dachu w stylu samochodów typu fastback. Dzięki klapie bagażnika otwieranej z szybą, pojazd pozostał 5-drzwiowym liftbackiem.
W celu podkreślenia ukierunkowania na młodych nabywców, MG 6 II zyskało kabinę pasażerską utrzymaną w nowoczesnym wroznictwie wzbogaconym wstawkami w kolorze nadwozia, a także centralnie umieszczonym 10,1-calowym wyświetlaczem systemu multimedialnego z wbudowaną funkcją sterowania głosowego.

### 6 PHEV
Równolegle z klasycznym spalinowym wariantem, MG zaprezentowało także podczas wystawy samochodowej w Kantonie pierwszą w historii tej linii modelowej odmianę z napędem hybrydowym. Utworzył ją spalinowy silnik benzynowy o pojemności 1.0l, razem z elektrycznym silnikem rozwijając moc 228 KM. Bateria o pojemności 9,1 kWh z możliwością ładowania z gniazdka pozwala na przejechanie ok. 51 kilometrów w trybie w pełni elektrycznym.

### 6 Pro
W czerwcu 2021 roku gama MG 6 drugiej generacji została poszerzona o topowy wariant o nazwie MG 6 Pro. Zyskał on bardziej awangardowy wygląd pasa przedniego, wyróżniając się rozległym wlotem powietrza o kształcie trapezu, a także przeniesionym na maskę logo firmowym i dwuczęściowymi reflektorami. Ponadto, pojazd zyskał nakładki na progi, duży tylny spojler i 180-konny, 1,5-litrowy silnik benzynowy.

### Lifting
W lipcu 2020 roku MG 6 drugiej generacji przeszło obszerną restylizację nadwozia, zyskując nowy wygląd przedniej części nadwozia wdrażający nowy język stylistyczny razem z równolegle debiutującymi modelami 5 i Pilot. Samochód zyskał większą, sześciokątną atrapę chłodnicy, węższe reflektory oraz przeprojektowane lampy tylne.

### Sprzedaż
W przeciwieństwie do poprzednika, MG 6 drugiej generacji nie trafiło do sprzedaży na żadnym z europejskich państw. Kluczowym rynkiem zbytu pozostały Chiny, gdzie samochód odniósł duży sprzedażowy sukces. W ciągu pierwszego weekendu od premiery złożono 2 tysiące zamówień, a pierwszego pełnego roku sprzedaży samochód ponad trzykrotnie przekroczył popularność poprzednika, znajdując ponad 94 tysiące nabywców. Poza rynkiem chińskim, MG 6 drugiej generacji trafiło do sprzedaży także na Filipinach, w Chile oraz w krajach Bliskiego Wschodu jak Oman czy Zjednoczone Emiraty Arabskie.

### Silniki
- R4 1.5l Turbo 169 KM
- R4 1.5l Turbo 181 KM